# Gasthaus zur Blauen Traube (Memmingen)

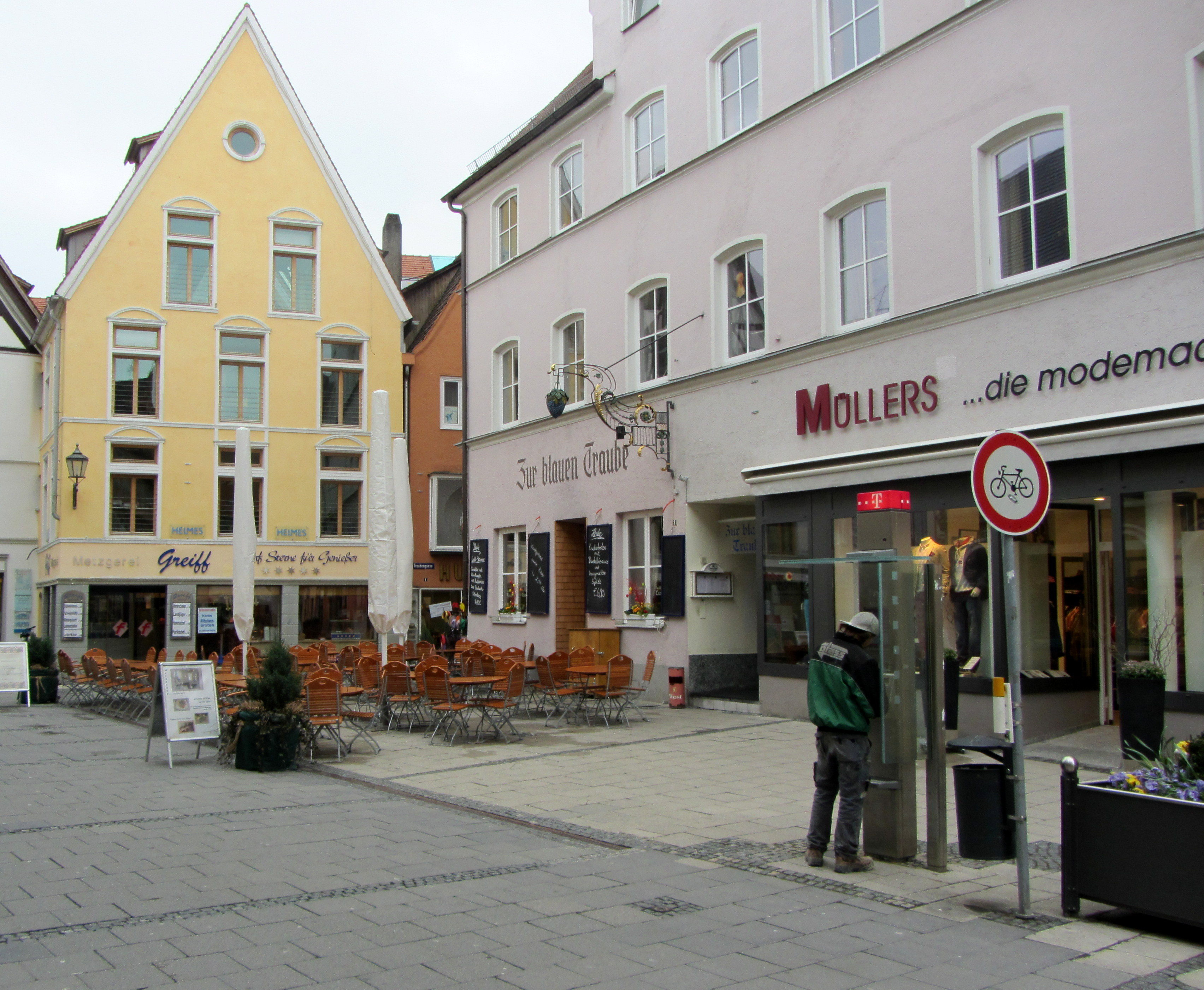
Zur Blauen Traube (2012)

Das Gasthaus zur Blauen Traube ist ein Gebäude aus dem 16. bis 17. Jahrhundert im oberschwäbischen Memmingen.

## Bau und Lage
Das dreigeschossige Eckhaus befindet sich in der Mitte der nördlichen Fußgängerzone. Die heutige Adresse lautet Kramerstraße 8. Sein Kern stammt wohl aus dem 16. bis 17. Jahrhundert. Im Jahre 1845 brannte es ab, wurde aber in denselben Formen wieder aufgebaut. Der südliche Teil wird heute als Gastraum, der nördliche als Einzelhandelsgeschäft genutzt.
Das Nasenschild mit schmiedeeisernem Stabwerk und Akantusvoluten wurde um das Jahr 1800 geschaffen.

## Geschichte
Das Haus war früher ein Botenhaus. Im Erdgeschoss befand sich ein Stall für Kurierpferde, für die Botendienste in die nördlichen Umlandgemeinden in Richtung Niederrieden und Boos. Sie übernahmen die Aufgabe die schweren Einkäufe der Bevölkerung zu transportieren.
In den ersten Einwohnerverzeichnissen der Stadt von 1799 und 1813 ist Johann Sigmund Schiderlin als Eigentümer des Gebäudes vermerkt.
Im Stadtarchiv von Memmingen findet sich ein Dokument vom 5. Mai 1820. Es ist ein unwiderruflicher Verlobungsvertrag zur Verhinderung künftiger Schwierigkeiten der Gastwirtin Catharina Stetter aus Memmingen mit dem Bürgersohn Johann Erdmannsdörfer aus Gunzenhausen. Das Gebäude befindet sich seit dem Ersten Weltkrieg im Besitz der Familie Bilgram. Am 9. November 1956 stellte der damalige Pächter Walter Knäble den Antrag, den Schankraum in das Erdgeschoss verlegen zu dürfen. Diesem Antrag wurde stattgegeben. Vor dem Eingangsbereich, in der angrenzenden Fußgängerzone, hat das Gasthaus eine Außenbestuhlung.